# Yūma Kagiyama
Yūma Kagiyama (鍵山 優真?, Kagiyama Yūma; Karuizawa, 5 maggio 2003) è un pattinatore artistico su ghiaccio giapponese. Nel 2020 ha vinto la medaglia di bronzo ai Campionati dei Quattro continenti e si è laureato campione ai Giochi olimpici giovanili di Losanna, oltre a vincere pure un argento nella gara a squadre.

## Biografia
Yūma Kagiyama è nato a Karuizawa, nella prefettura di Nagano. È figlio del pattinatore due volte olimpionico Masakazu Kagiyama e trae spunto da Shōma Uno e Nathan Chen, atleti che ammira.

## Carriera
Kagiyama ha iniziato a pattinare all'età di cinque anni ed è allenato dal padre Masakazu.

### Stagione 2018-2019
A causa dei problemi di salute del suo allenatore, il padre Masakazu, Kagiyama non si è potuto allenare sotto il profilo tecnico per parte della stagione. Durante questo periodo si è invece dedicato, insieme al coreografo Misao Satō, a migliorare la sua espressività.
Kagiyama apre la sua stagione partecipando all'Asian Open Trophy, aggiudicandosi il titolo juniores. Al suo primo evento del Grand Prix juniores, il JGP Canada 2018, si piazza al quarto posto. Vince la sua prima medaglia al Grand Prix juniores, un argento, nel corso dell'evento disputato in Armenia lo stesso anno. 
Si piazza al quinto posto ai campionati giapponesi juniores 2018-19, e successivamente viene invitato a competere ai campionati nazionali senior dove conclude in sesta posizione, guadagnandosi un posto come prima riserva nella squadra giapponese impegnata ai campionati mondiali juniores del 2019. Nel 2019 prende parte a livello senior all'International Challenge Cup vincendo la medaglia d'argento dietro il connazionale Sōta Yamamoto.

### Stagione 2019-2020

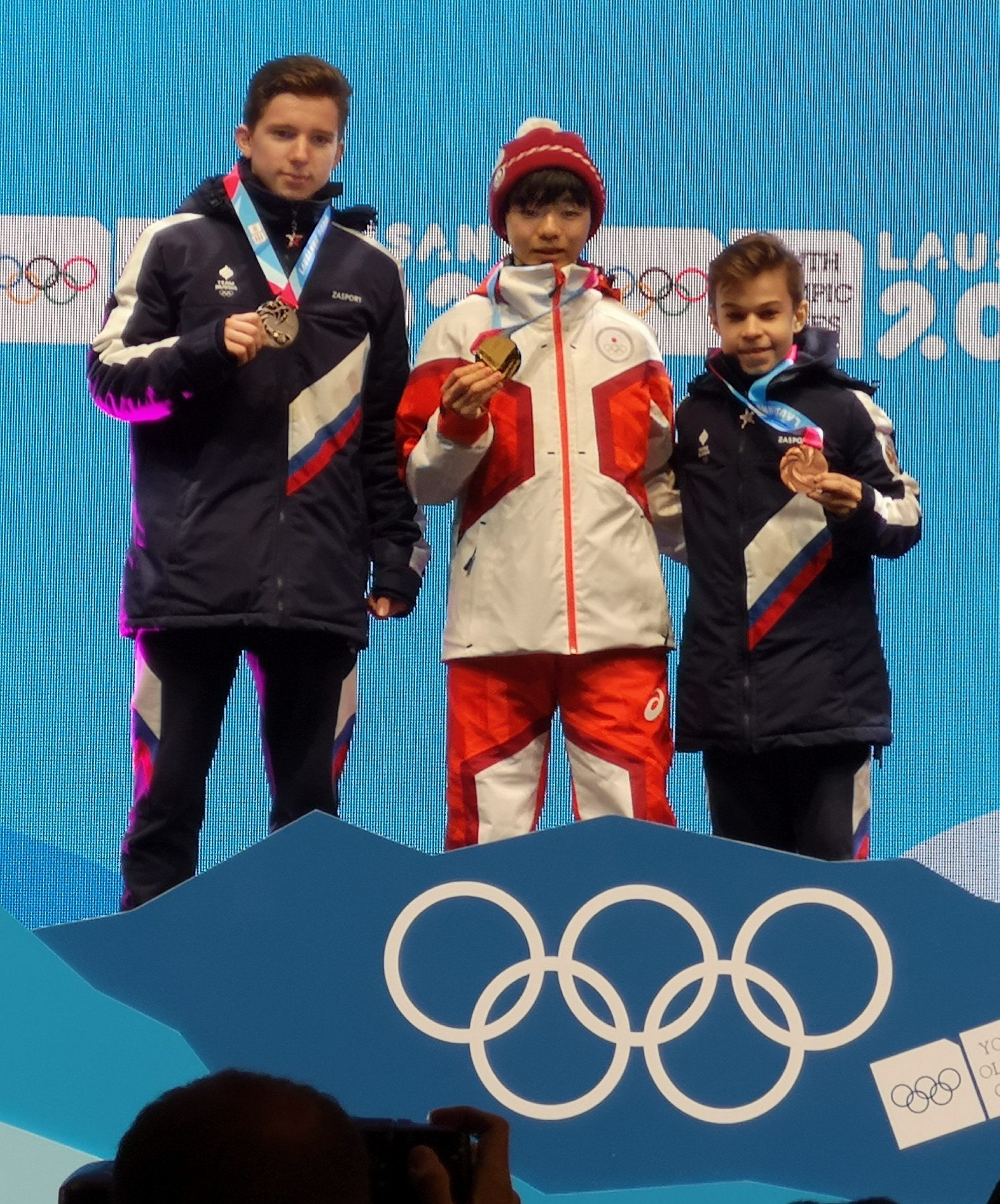
Kagiyama (al centro) sul podio ai Giochi olimpici giovanili di Losanna 2020 insieme ad Andrej Mozalëv (a sinistra) e a Daniil Samsonov (a destra)

Kagiyama guadagna l'oro al JGP Francia 2019 stabilendo il nuovo record mondiale juniores col punteggio totale 234.87. Il suo quadruplo toe-loop eseguito durante il programma libero ha stabilito il record juniores per il salto singolo con più elevata valutazione, prima di essere superato dal quadruplo lutz eseguito da Daniel Grassl al JGP Italia 2019. Kagiyama stabilisce un nuovo record mondiale juniores nel programma libero al JGP Polonia 2019, oltre a superare pure il suo precedente record del punteggio totale. Ciononostante, alla fine viene superato dal russo Daniil Samsonov che riesce inoltre a migliorare i due record. Il risultato ottenuto da Kagiyama gli vale la qualificazione alla Finale Grand Prix juniores, dove termina al quarto posto.
Kagiyama diventa campione nazionale giapponese juniores con oltre 37 punti di distacco da Shun Satō. Viene quindi convocato per rappresentare il Giappone ai Giochi olimpici giovanili di Losanna 2020 e ai campionati mondiali juniores in programma a Tallinn. Inoltre viene invitato anche a competere ai campionati nazionali senior, insieme agli altri juniores giunti nelle prime sei posizioni.
Ai campionati giapponesi 2019-20 Kagiyama si piazza settimo nel programma corto e secondo in quello libero, ottenendo complessivamente il terzo posto. Non viene selezionato per i Mondiali di Montréal, ma ottiene un posto per i Campionati dei Quattro continenti.
Kagiyama viene scelto dal Comitato Olimpico Giapponese come portabandiera della nazionale giapponese ai Giochi olimpici giovanili di Losanna 2020. Ai Giochi vince la medaglia d'oro davanti ai russi Andrej Mozalëv e Daniil Samsonov, oltre a conquistare pure un argento nella gara a squadre. 
Ai Campionati dei Quattro continenti Kagiyama realizza, con 91.61 punti, il suo miglior punteggio personale nel programma corto piazzandosi al quinto posto in questo segmento. Dopo il programma libero balza sul podio con il terzo posto, vincendo la sua prima medaglia internazionale in un campionato senior alle spalle del connazionale Yuzuru Hanyu e di Jason Brown.
La sua stagione si conclude al Campionato del mondo junior. Dopo il primo posto nel programma corto, un libero comprendente diversi errori lo ha fatto scivolare secondo posto alle spalle di Andrej Mozalëv e davanti all'altro russo Petr Gumennik.

## Programmi
| Stagione  | Programma corto                                                              | Programma libero                                                                                             | Esibizione                                    |
| --------- | ---------------------------------------------------------------------------- | --- | --------------------------------------------- |
| 2019–2020 | - Concerto per pianoforte "Fate" (da Castle of Sand) di Akira Senju          | - Tucker - Un uomo e il suo sogno (colonna sonora) di Joe Jackson - Speedway - The Trial - Toast of the Town | - Uptown Funk di Mark Ronson feat. Bruno Mars |
| 2018–2019 | - Let the Good Times Roll di Sam Theard e Fleecie Moore eseguito da Fishbone | - Medley di Naoki Satō - Ryōmaden - Kaikoku                                                                  |                                               |

## Palmarès
| Risultati | Risultati      | Risultati      | Risultati      | Risultati      | Risultati      | Risultati      | Risultati      | Risultati      | Risultati      |
| Internazionali | Internazionali | Internazionali | Internazionali | Internazionali | Internazionali | Internazionali | Internazionali | Internazionali | Internazionali |
| Evento | 2016-17        | 2017-18        | 2018-19        | 2019-20        | 2020-21        | 2021-22        | 2022-23        | 2023-24        | 2024-25        |
| --- | -------------- | -------------- | -------------- | -------------- | -------------- | -------------- | -------------- | -------------- | -------------- |
| Giochi olimpici invernali                                                                                             |                |                |                |                |                | 2º             |                |                |                |
| Campionati mondiali                                                                                                   |                |                |                |                | 2º             | 2º             |                | 2º             | 3º             |
| Campionati dei Quattro continenti                                                                                     |                |                |                | 3º             |                |                |                | 1º             |                |
| GP Finale |                |                |                |                |                | C              |                | 3º             | 2º             |
| GP Cup of China |                |                |                |                |                | C              |                |                |                |
| GP della Finlandia |                |                |                |                |                |                |                |                | 1º             |
| GP d'Italia |                |                |                |                |                | 1º             |                |                |                |
| GP NHK Trophy |                |                |                |                | 1º             |                |                | 1º             | 1º             |
| GP Trophée Eric Bompard                                                                                               |                |                |                |                |                | 1º             | R              | 3º             |                |
| GP Skate America |                |                |                |                |                |                | R              |                |                |
| CS Lombardia Trophy                                                                                                   |                |                |                |                |                |                |                | 1º             | 2º             |
| Asian Trophy |                |                |                |                |                | 1º             |                |                |                |
| Asian Winter Games |                |                |                |                |                |                |                |                | 2º             |
| Challenge Cup |                |                | 2º             |                |                |                |                |                |                |
| Universiadi |                |                |                |                |                |                | R              |                | 1º             |
| Internazionali: categoria Junior                                                                                      |                |                |                |                |                |                |                |                |                |
| Giochi olimpici giovanili                                                                                             |                |                |                | 1º             |                |                |                |                |                |
| Campionati mondiali                                                                                                   |                |                |                | 2º             |                |                |                |                |                |
| JGP Finale |                |                |                | 4º             |                |                |                |                |                |
| JGP Armenia |                |                | 2º             |                |                |                |                |                |                |
| JGP Canada |                |                | 4º             |                |                |                |                |                |                |
| JGP Francia |                |                |                | 1º             |                |                |                |                |                |
| JGP Polonia |                |                |                | 2º             |                |                |                |                |                |
| Asian Trophy |                |                | 1º             |                |                |                |                |                |                |
| Nazionali |                |                |                |                |                |                |                |                |                |
| Campionati giapponesi                                                                                                 |                |                | 6º             | 3º             | 3º             | 3º             | 8°             | 2º             | 1º             |
| Campionati giapponesi juniores                                                                                        | 11º            | 12º            | 5º             | 1º             |                |                |                |                |                |
| Eventi a squadre |                |                |                |                |                |                |                |                |                |
| Giochi olimpici invernali                                                                                             |                |                |                |                |                | 2º S 1º P      |                |                |                |
| World Team Trophy |                |                |                |                |                |                |                |                | 2º S 5º P      |
| Giochi olimpici giovanili                                                                                             |                |                |                | 2º S 1º P      |                |                |                |                |                |
| Japan Open |                |                |                |                |                |                | R              |                |                |
| GP = Grand Prix; JGP = Junior Grand Prix; S = risultato della squadra; P = risultato personale; C = Evento cancellato |                |                |                |                |                |                |                |                |                |